# Мурат Султан
Мурат Султан (Мурат, баш. Морат Солтан; ?—1708) — один из предводителей Башкирского восстания в 1704—1711 гг.

## Биография
Мурат Султан происходил из башкир Уфимского уезда, а по другим сведениям происходил из сибирских ханов Кучумовичей, сын Кучук хана.
Около 1689 года отправился по призыву своего племянника Ибрагим-султана, находящегося в плену у ойратов, в Джунгарию к будущему хунтайджи Цэван-Рабдану и прослужил у него 3 года советником по различным делам. Но в начале 1690-х годов, когда в кочевья Цэван-Рабдана приехали башкиры Бегим Кайбуллин с товарищами, принял их предложение поехать в Башкирию и быть у восставших башкиром султаном.  
Летом 1706 года Мурат был во главе делегации от башкир-повстанцев, которому было поручено установить связи с народами Северного Кавказа для совместной борьбы против Российского правительства.
В конце июля 1707 года Мурат Султан возглавил посольство башкир в Крымское ханство и Османскую империю, целью переговоров являлось вопросы о вооружённой поддержке восстания последними. Крымский хан не мог самостоятельно принять решение и отправил их к османскому султану в Стамбул. Турецкий султан дал послам аудиенцию, но отказался поддержать восставших башкир.
Переговоры с народами Северного Кавказа закончились успешно. Под титулом башкирского султана Мурат развил здесь активную деятельность. В конце 1707 года в начале 1708 года поднял восстание на Северном Кавказе. В повстанческом движении принимали участие объединённые отряды аксайцев, башкир, кумыков, ногайцев, чеченцев, беглых казаков-раскольников и других.
В феврале 1708 года Мурат Султан возглавил осаду и штурм Терского городка Астраханского уезда. В битве с царскими войсками под командованием астраханского воеводы П. М. Апраксина Мурат был ранен и захвачен в плен. Подвергался пыткам и казнён.
Мурат Султан упоминается в докладе посла калмыцкого тайши Аюка-хана Пехлеван Кулыбая:

«Племя эштеков (башкир), все из которых мусульмане, до недавнего времени находилось под гнётом Москвы. В последнее время они находят себя весьма сильными, и один султан (Мурат Султан) из племени эштеков с некоторым количеством людей совершил поход на одну московскую крепость, известную как «Терек» (Терский город), находящуюся на берегу реки Этиль (Волга). Воспользовавшись случаем, он захватил внешнюю часть указанной крепости. Однако судьба не споспешествовала ему. Он, будучи преисполнен надежды каким-либо образом захватить внутреннюю часть крепости, был пленен, и указанного султана казнил московский царь..»— Перевод грамоты Аюка-хана великому везиру на османско-турецкий язык и запись устного послания Аюки везиру, доставленного калмыцким послом Пехлеван Кулыбаем